# Chevrolet Captiva
Chevrolet Captiva — пятидверный пяти- и семиместный среднеразмерный кроссовер, разработанный южнокорейским подразделением General Motors. В основе машины лежит платформа GM Theta (англ. GM Theta platform), используемая также в автомобилях Daewoo Winstorm, Opel Antara, Saturn Vue, GMC Terrain.
В Европе, Индии, Юго-Восточной Азии и на Ближнем Востоке продаётся под названием Chevrolet Captiva, в Южной Корее под маркой Daewoo Winstorm, в Австралии и Новой Зеландии под маркой Holden Captiva.

## Безопасность
| Euro NCAP                                         | Euro NCAP | Euro NCAP | Euro NCAP |
| ------------------------------------------------- | --------- | --------- | --------- |
| Рейтинги                                          | Пассажир  |           | 31        |
| Рейтинги                                          | Ребёнок   |           | 36        |
| Рейтинги                                          | Пешеход   |           | 17        |
| Протестированная модель: Chevrolet Captiva (2007) |           |           |           |

Автомобиль имеет стальной каркас и зоны с запрограммированной деформацией, поглощающие энергию удара. Оборудован ABS с электронным распределением тормозных усилий EBV, системой динамической стабилизации ESC, гидравлическим тормозным усилителем HBA, системой управления движением на спуске DCS и системой активной защиты от опрокидывания автомобиля ARP. Комплектуется двумя фронтальными и оконными подушками безопасности и трехточечными ремнями безопасности с преднатяжителями. Также может комплектоваться боковыми подушками безопасности.
Также автомобиль прошел тест Euro NCAP в 2011 году:
| Euro NCAP                                                            | Euro NCAP | Euro NCAP | Euro NCAP             |
| -------------------------------------------------------------------- | --------- | --------- | --------------------- |
| · общий рейтинг                                                      |           |           |                       |
| 88%                                                                  | 82%       | 48%       | 71%                   |
| взрослый пассажир                                                    | ребёнок   | пешеход   | активная безопасность |
| Протестированная модель: Chevrolet Captiva 2,2 дизель LS, RHD (2011) |           |           |                       |

## Двигатели

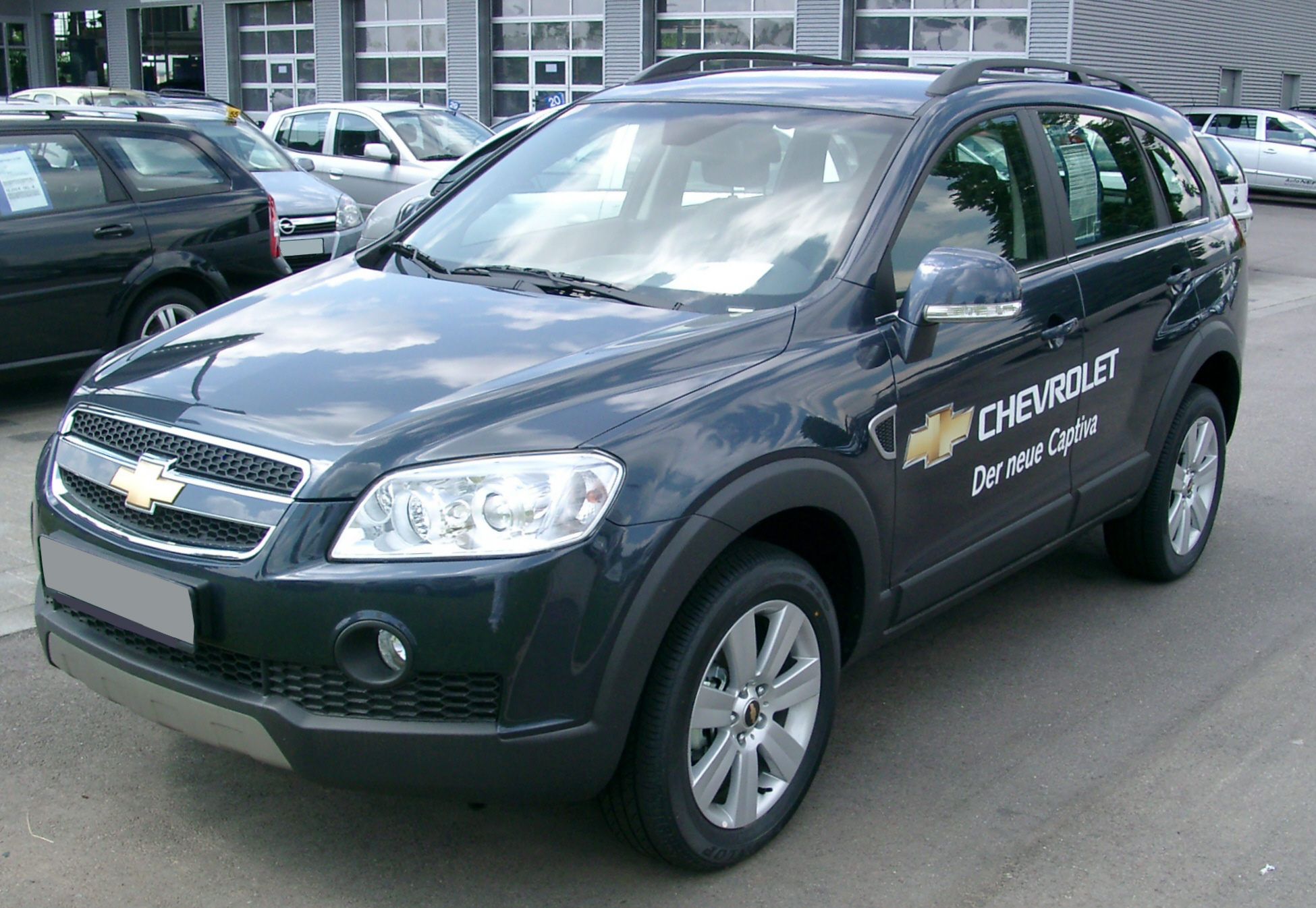
Дорестайлинг

На российский рынок Captiva поставляется с двумя бензиновыми двигателями с поперечным расположением. Четырёхцилиндровым 2,4-литровым DOHC, мощностью 136 л. с., и 3,2-литровым двигателем V6 мощностью 230 л. с. (разработанным австралийским подразделением GM Holden), а также с турбированным дизельным двигателем объёмом 2,2 литра, мощностью 184 л. с.

## Трансмиссии
Первое поколение Chevrolet Captiva комплектовалось пятиступенчатой автоматической трансмиссией Aisin Warner AW55-50SN (AF33 по классификации Opel Antara), либо механической пятиступенчатой трансмиссией. Второе поколение комплектовалось АКПП General Motors 5ти ступенчатой 6T45, а также 6ти ступенчатой 6T50.

## Концепт-кар

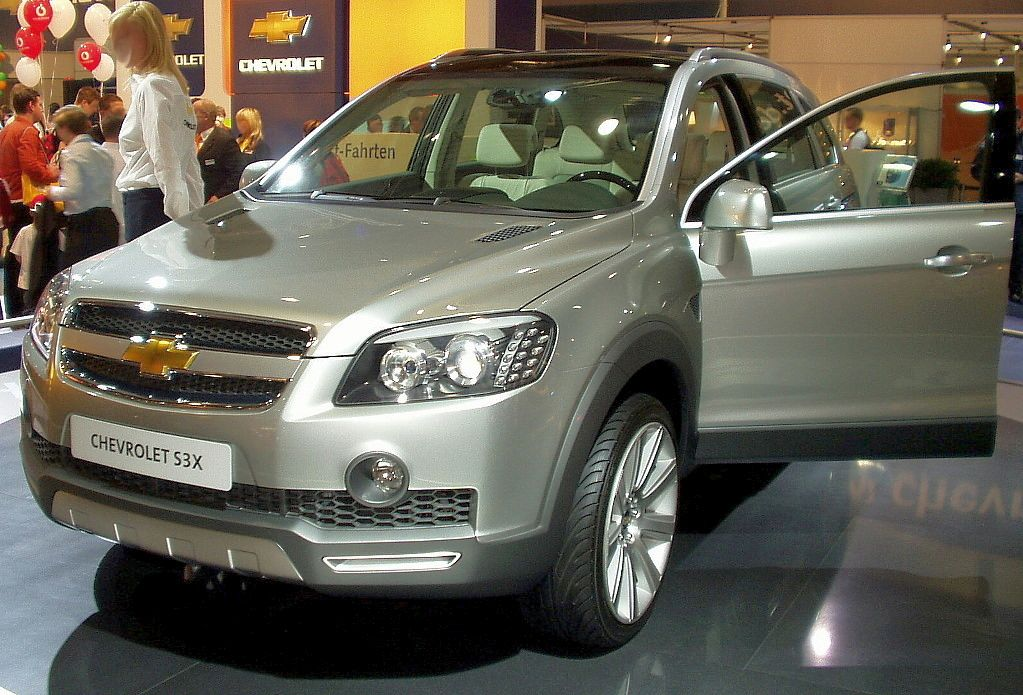
Концепт Chevrolet S3X, 2004 г.

Разработанный в дизайн-центре GM Daewoo в Инчхоне автомобиль с внутризаводским обозначением C-100 был представлен как концепт-кар Chevrolet S3X в сентябре 2004 года на Парижском автосалоне.

## Модернизация и рестайлинг
В 2010 году появилась обновлённая Chevrolet Captiva. Модель получила новую, корпоративную внешность, новый салон, новые двигатели и ходовую часть. Подвеска существенно доработана: изменена жесткость пружин и установлены новые стабилизаторы поперечной устойчивости. В новой Chevrolet Captiva задняя ось может подключаться по необходимости посредством электронно-управляемой муфты, распределение крутящего момента между осями может достигать соотношения 50:50.
В 2011 году, в Ташкенте состоялась презентация обновленного автомобиля Chevrolet Captiva, выпускаемого GM Uzbekistan. Помимо новой внешности автомобиль обзавёлся новым двигателем объемом 3 литра и мощностью 258 лошадиных сил, новой 6-ступенчатой автоматической коробкой передач, также были внесены незначительные изменения в интерьер автомобиля.
В 2016 окончательная обновленной в 2015 году модели, получившей светодиодные ДХО в фарах, слегка измененный перед, мультимедийную систему MyLink и др. продолжается как минимум на заводе GM в Таиланде для стран ЮВА и Австралии.